# Grand Prix Formule 1 van Italië 2014
De Grand Prix Formule 1 van Italië 2014 werd gehouden op 7 september 2014 op het Autodromo Nazionale Monza. Het was de dertiende race van het kampioenschap.

## Wedstrijdverslag

### Achtergrond

#### DRS-systeem
Voor het DRS-systeem werden, net zoals in 2013, twee detectiepunten gebruikt voor twee DRS-zones. Het eerste detectiepunt lag in bocht 5 (Lesmo 2), waarna op het rechte stuk richting bocht 7 (Variante Ascari) het systeem gebruikt mocht worden. Het tweede detectiepunt lag voor bocht 9 (Parabolica), waarna het systeem op het rechte stuk van start/finish mocht worden gebruikt. Wanneer een coureur bij deze detectiepunten binnen een seconde achter een andere coureur reed, mocht hij zijn achtervleugel open zetten.

#### Rijderswissel
De Japanner Kamui Kobayashi keerde terug in de Formule 1, nadat hij bij het team van Caterham tijdens de vorige race werd vervangen door Duitser André Lotterer. Tevens maakte Roberto Merhi zijn debuut tijdens een Formule 1-weekend als vervanger van Kobayashi in de eerste vrije training.
Voor het eerst werd een auto tijdens de eerste vrije training gebruikt door twee coureurs. Force India-testrijder Daniel Juncadella stapte het eerste half uur van de training in de auto, terwijl het laatste uur voor racecoureur Sergio Pérez was.

### Kwalificatie
Lewis Hamilton behaalde voor Mercedes zijn vijfde pole position van het seizoen, voor teamgenoot Nico Rosberg. Het Williams-duo Valtteri Bottas en Felipe Massa startte vanaf de tweede startrij, terwijl McLaren-coureurs Kevin Magnussen en Jenson Button de race vanaf de derde rij aanvingen. De zevende plaats ging naar Fernando Alonso in zijn Ferrari, die het Red Bull-duo Sebastian Vettel en Daniel Ricciardo achter zich hield. De top 10 werd afgesloten door de Force India van Sergio Pérez.
Daniil Kvjat kwalificeerde zich voor Toro Rosso als elfde, maar kreeg tien plaatsen straf op de grid omdat hij zijn zesde motor van het seizoen gebruikte, waar er vijf zijn toegestaan. Marcus Ericsson negeerde in zijn Caterham tijdens de derde vrije training gele vlaggen en start de race vanuit de pitstraat.

### Race
De race werd gewonnen door Lewis Hamilton, die na de start wel de leiding kwijt was aan teamgenoot Nico Rosberg. Rosberg verremde zich echter tweemaal in de eerste chicane, waardoor Hamilton de leiding weer terugpakte en de race won met 3 seconden voorsprong op Rosberg. De derde plaats ging naar Felipe Massa, die voor het eerst sinds de Grand Prix van Spanje 2013 op het podium stond. Valtteri Bottas vertrok slecht vanaf de derde startplaats, maar wist door een goede inhaalrace alsnog vierde te worden. Daniel Ricciardo werd vijfde, nadat hij in de laatste ronden zijn teamgenoot Sebastian Vettel inhaalde. De zevende plaats ging naar Kevin Magnussen, die echter met een straf van vijf seconden vanwege het van de baan drukken van Bottas als tiende geklasseerd werd. De zevende plek ging hierdoor naar Sergio Pérez, die na een lang gevecht Jenson Button versloeg. De negende plaats ging naar Ferrari-coureur Kimi Räikkönen, die teamgenoot Fernando Alonso zag uitvallen door een probleem met zijn versnellingsbak.
Na afloop van de race kreeg Sauber-coureur Esteban Gutiérrez een tijdstraf van twintig seconden doordat hij in de eerste chicane botste met de Lotus van Romain Grosjean, waardoor deze met een lekke band naar de pits moest. Hierdoor viel hij terug van de negentiende naar de twintigste plek in de race.

## Vrije trainingen
- Er wordt enkel de top 5 weergegeven.

| Vrije training 1 | Pos | No | Coureur         | Constructeur      | Tijd     |
| ---------------- | --- | -- | --------------- | ----------------- | -------- |
| Vrije training 1 | 1   | 44 | Lewis Hamilton  | Mercedes          | 1:26.187 |
| Vrije training 1 | 2   | 22 | Jenson Button   | McLaren-Mercedes  | 1:26.810 |
| Vrije training 1 | 3   | 6  | Nico Rosberg    | Mercedes          | 1:26.995 |
| Vrije training 1 | 4   | 14 | Fernando Alonso | Ferrari           | 1:27.169 |
| Vrije training 1 | 5   | 20 | Kevin Magnussen | McLaren-Mercedes  | 1:27.228 |
| Vrije training 2 | Pos | No | Coureur         | Constructeur      | Tijd     |
| Vrije training 2 | 1   | 6  | Nico Rosberg    | Mercedes          | 1:26.225 |
| Vrije training 2 | 2   | 44 | Lewis Hamilton  | Mercedes          | 1:26.286 |
| Vrije training 2 | 3   | 7  | Kimi Räikkönen  | Ferrari           | 1:26.331 |
| Vrije training 2 | 4   | 14 | Fernando Alonso | Ferrari           | 1:26.565 |
| Vrije training 2 | 5   | 77 | Valtteri Bottas | Williams-Mercedes | 1:26.758 |
| Vrije training 3 | Pos | No | Coureur         | Constructeur      | Tijd     |
| Vrije training 3 | 1   | 44 | Lewis Hamilton  | Mercedes          | 1:25.519 |
| Vrije training 3 | 2   | 14 | Fernando Alonso | Ferrari           | 1:25.931 |
| Vrije training 3 | 3   | 77 | Valtteri Bottas | Williams-Mercedes | 1:26.090 |
| Vrije training 3 | 4   | 19 | Felipe Massa    | Williams-Mercedes | 1:26.114 |
| Vrije training 3 | 5   | 22 | Jenson Button   | McLaren-Mercedes  | 1:26.242 |

Testcoureurs:
 Giedo van der Garde (Sauber-Ferrari, P15)
 Daniel Juncadella (Force India-Mercedes, P17)
 Charles Pic (Lotus-Renault, P21)
 Roberto Merhi (Caterham-Renault, P22)

## Kwalificatie
| Pos                 | No | Coureur           | Constructeur         | Q1       | Q2       | Q3       | Grid |
| ------------------- | -- | ----------------- | -------------------- | -------- | -------- | -------- | ---- |
| 1                   | 44 | Lewis Hamilton    | Mercedes             | 1:25.363 | 1:24.560 | 1:24.109 | 1    |
| 2                   | 6  | Nico Rosberg      | Mercedes             | 1:25.493 | 1:24.600 | 1:24.383 | 2    |
| 3                   | 77 | Valtteri Bottas   | Williams-Mercedes    | 1:26.012 | 1:24.858 | 1:24.697 | 3    |
| 4                   | 19 | Felipe Massa      | Williams-Mercedes    | 1:25.528 | 1:25.046 | 1:24.865 | 4    |
| 5                   | 20 | Kevin Magnussen   | McLaren-Mercedes     | 1:26.337 | 1:25.973 | 1:25.314 | 5    |
| 6                   | 22 | Jenson Button     | McLaren-Mercedes     | 1:26.328 | 1:25.630 | 1:25.379 | 6    |
| 7                   | 14 | Fernando Alonso   | Ferrari              | 1:26.514 | 1:25.525 | 1:25.430 | 7    |
| 8                   | 1  | Sebastian Vettel  | Red Bull-Renault     | 1:26.631 | 1:25.769 | 1:25.436 | 8    |
| 9                   | 3  | Daniel Ricciardo  | Red Bull-Renault     | 1:26.721 | 1:25.946 | 1:25.709 | 9    |
| 10                  | 11 | Sergio Pérez      | Force India-Mercedes | 1:26.569 | 1:25.863 | 1:25.944 | 10   |
| 11                  | 26 | Daniil Kvjat      | Toro Rosso-Renault   | 1:26.261 | 1:26.070 |          | 21   |
| 12                  | 7  | Kimi Räikkönen    | Ferrari              | 1:26.689 | 1:26.110 |          | 11   |
| 13                  | 25 | Jean-Éric Vergne  | Toro Rosso-Renault   | 1:26.140 | 1:26.157 |          | 12   |
| 14                  | 27 | Nico Hülkenberg   | Force India-Mercedes | 1:26.371 | 1:26.279 |          | 13   |
| 15                  | 99 | Adrian Sutil      | Sauber-Ferrari       | 1:27.034 | 1:26.588 |          | 14   |
| 16                  | 21 | Esteban Gutiérrez | Sauber-Ferrari       | 1:26.999 | 1:26.692 |          | 15   |
| 17                  | 13 | Pastor Maldonado  | Lotus-Renault        | 1:27.520 |          |          | 16   |
| 18                  | 8  | Romain Grosjean   | Lotus-Renault        | 1:27.632 |          |          | 17   |
| 19                  | 10 | Kamui Kobayashi   | Caterham-Renault     | 1:27.671 |          |          | 18   |
| 20                  | 17 | Jules Bianchi     | Marussia-Ferrari     | 1:27.738 |          |          | 19   |
| 21                  | 4  | Max Chilton       | Marussia-Ferrari     | 1:28.247 |          |          | 20   |
| 22                  | 9  | Marcus Ericsson   | Caterham-Renault     | 1:28.562 |          |          | Pit  |
| 107% tijd: 1:31.338 |    |                   |                      |          |          |          |      |

## Race
| Pos | No | Coureur           | Constructeur         | Rondes | Tijd/Oorzaak uitval | Grid | Punten |
| --- | -- | ----------------- | -------------------- | ------ | ------------------- | ---- | ------ |
| 1   | 44 | Lewis Hamilton    | Mercedes             | 53     | 1:19:10.236         | 1    | 25     |
| 2   | 6  | Nico Rosberg      | Mercedes             | 53     | +3.175              | 2    | 18     |
| 3   | 19 | Felipe Massa      | Williams-Mercedes    | 53     | +25.026             | 4    | 15     |
| 4   | 77 | Valtteri Bottas   | Williams-Mercedes    | 53     | +40.786             | 3    | 12     |
| 5   | 3  | Daniel Ricciardo  | Red Bull-Renault     | 53     | +50.309             | 9    | 10     |
| 6   | 1  | Sebastian Vettel  | Red Bull-Renault     | 53     | +59.965             | 8    | 8      |
| 7   | 11 | Sergio Pérez      | Force India-Mercedes | 53     | +1:02.518           | 10   | 6      |
| 8   | 22 | Jenson Button     | McLaren-Mercedes     | 53     | +1:03.063           | 6    | 4      |
| 9   | 7  | Kimi Räikkönen    | Ferrari              | 53     | +1:03.535           | 11   | 2      |
| 10  | 20 | Kevin Magnussen   | McLaren-Mercedes     | 53     | +1:06.171           | 5    | 1      |
| 11  | 26 | Daniil Kvjat      | Toro Rosso-Renault   | 53     | +1:11.184           | 21   |        |
| 12  | 27 | Nico Hülkenberg   | Force India-Mercedes | 53     | +1:12.606           | 13   |        |
| 13  | 25 | Jean-Éric Vergne  | Toro Rosso-Renault   | 53     | +1:13.093           | 12   |        |
| 14  | 13 | Pastor Maldonado  | Lotus-Renault        | 52     | +1 ronde            | 16   |        |
| 15  | 99 | Adrian Sutil      | Sauber-Ferrari       | 52     | +1 ronde            | 14   |        |
| 16  | 8  | Romain Grosjean   | Lotus-Renault        | 52     | +1 ronde            | 17   |        |
| 17  | 10 | Kamui Kobayashi   | Caterham-Renault     | 52     | +1 ronde            | 18   |        |
| 18  | 17 | Jules Bianchi     | Marussia-Ferrari     | 52     | +1 ronde            | 19   |        |
| 19  | 9  | Marcus Ericsson   | Caterham-Renault     | 51     | +2 ronden           | Pit  |        |
| 20  | 21 | Esteban Gutiérrez | Sauber-Ferrari       | 51     | +2 ronden           | 15   |        |
| DNF | 14 | Fernando Alonso   | Ferrari              | 29     | Versnellingsbak     | 7    |        |
| DNF | 4  | Max Chilton       | Marussia-Ferrari     | 6      | Ongeluk             | 20   |        |

## Standen na de Grand Prix

### Coureurs
| Positie | Nummer | Rijder           | Team              | Punten |
| ------- | ------ | ---------------- | ----------------- | ------ |
| 1       | 6      | Nico Rosberg     | Mercedes          | 238    |
| 2       | 44     | Lewis Hamilton   | Mercedes          | 216    |
| 3       | 3      | Daniel Ricciardo | Red Bull-Renault  | 166    |
| 4       | 77     | Valtteri Bottas  | Williams-Mercedes | 122    |
| 5       | 14     | Fernando Alonso  | Ferrari           | 121    |

### Constructeurs
| Positie | Nummers | Team              | Rijders                           | Punten |
| ------- | ------- | ----------------- | --------------------------------- | ------ |
| 1       | 6 44    | Mercedes          | Nico Rosberg Lewis Hamilton       | 454    |
| 2       | 1 3     | Red Bull-Renault  | Sebastian Vettel Daniel Ricciardo | 272    |
| 3       | 19 77   | Williams-Mercedes | Felipe Massa Valtteri Bottas      | 177    |
| 4       | 7 14    | Ferrari           | Kimi Räikkönen Fernando Alonso    | 162    |
| 5       | 20 22   | McLaren-Mercedes  | Kevin Magnussen Jenson Button     | 110    |